# تریسیا لیستون
تریسیا لیستون (انگلیسی: Tricia Liston؛ زادهٔ ۲۰ فوریهٔ ۱۹۹۲) بازیکن بسکتبال اهل ایالات متحده آمریکا است.
وی در مسابقات کشوری و بین‌المللی در مجموع برندهٔ ۱ مدال طلا شده‌است.